# Denise René
Denise René ou Denise Bleibtreu (junho de 1913 - Paris, 9 de julho de 2012) foi uma galerista francesa.
É considerada uma das maiores marchandes europeias do século XX, tendo lançado vários artistas, entre eles Victor Vasarely.
Em 2001, sua carreira foi o tema da exposição The Intrepid Denise René, uma galeria no Adventure of Abstraction no Centro Pompidou, em Paris.